# Cryptus coxalis
Cryptus coxalis är en stekelart som beskrevs av Rudow 1886. Cryptus coxalis ingår i släktet Cryptus och familjen brokparasitsteklar. Inga underarter finns listade i Catalogue of Life.